# بابولات
بابولات، روستایی از توابع بخش نشتا شهرستان تنکابن در استان مازندران ایران است.

## جمعیت
این روستا در دهستان کترا قرار دارد و براساس سرشماری مرکز آمار ایران در سال ۱۳۸۵، جمعیت آن ۲۱۹ نفر (۵۶خانوار) بوده‌است.